# Rugrats Pre-School Daze
 (décembre 2020).
Razbitume ! Les Contes de la crèche
Rugrats Pre-School Daze (littéralement « Les Razmoket à la maternelle ») ou Suzie and Angelica's Pre-School Daze encore appelé Suzie et Angelica, Panique à la maternelle est une série de dessins animés dérivée de la saison 8 des Razmoket. Les quatre épisodes de la série ont été diffusés pour la première fois en juillet 2005 sur Nickelodeon au Royaume-Uni. La série se centre généralement sur la saison 8 des Razmoket. Elle raconte les bêtises d'Angelica Pickles et Suzie Carmichael quand elles étaient à la maternelle. C'est pour l'instant la dernière série dérivée des Razmoket suivant Les Razbitume.
La série est diffusée pour la première fois en version française sur le site des Razmoket, et en version française originale le 22 août 2016 sur Nickelodeon France.

## Synopsis
À l'école maternelle, Susie Carmichael et Angelica Cornichon font de nouvelles bêtises.

## Distribution

### Voir originales
- Cheryl Chase : Angelica Cornichon (Angelica Pickles en V.O.)
- Cree Summer : Susie Carmichael
- Pat Musick : Harold Frumpkin
- Tress MacNeille : Charlotte Cornichon (Charlotte Pickles en V.O.)

## Épisodes
| Saison | Saison | Épisodes | Royaume-Uni     | Royaume-Uni     | États-Unis       | États-Unis      | France          | France        |
| Saison | Saison | Épisodes | Début de saison | Fin de saison   | Début de saison  | Fin de saison   | Début de saison | Fin de saison |
| ------ | ------ | -------- | --------------- | --------------- | ---------------- | --------------- | --------------- | ------------- |
|        | Pilote | Pilote   | 24 juillet 2005 | 24 juillet 2005 | 10 avril 2004    | 10 avril 2004   |                 |               |
|        | Séries | 4        | 25 juillet 2005 | 28 juillet 2005 | 16 novembre 2008 | 7 décembre 2008 | 22 août 2016    |               |

Tous à la maternelle (Pilote)
1. Chouette la maternelle
2. Photo de classe ratée
3. Les aventures de Georges Washington
4. La clé de la classe